# 孟龙符
孟龍符（387年—409年），平昌郡安丘县（今山东省安丘市）人，晉朝將領，孟懷玉之弟。劉裕任命孟龍符為建武參軍，後任參鎮軍軍事，受封平昌縣五等子，加封寧遠將軍、淮陵太守。與劉藩、向靖征討桓歆、桓石康，後任建威將軍、東海太守。北魏派斛蘭、索度真進攻東晉，劉裕派孟龍符與建威將軍劉道憐前去抵抗，斛蘭戰敗逃走。
劉裕北伐南燕，以孟龍符作為前鋒部隊，並任命其為車騎參軍，加龍驤將軍、廣川太守。孟龍符率軍抵達臨朐時，擊退南燕軍隊，佔據水源後乘勝追擊，結果孟龍符跑得太快，自己的大部隊來不及跟上，導致孟龍符被南燕數千騎兵包圍，寡不敵眾而遇害。劉裕追贈其青州刺史，追封臨沅縣男。

## 延伸阅读
[在维基数据编辑]
 《宋書·卷47》，出自沈约《宋书》